# 재럿 토머스
재럿 존 토머스(영어: Jarret John Thomas, 1981년 4월 6일~)는 미국의 전직 스노보드 선수로 주 종목은 하프파이프이다. 2002년 동계 올림픽 남자 하프파이프 동메달을 획득했다.